# Леонов Юрій Євгенович
Юрій Євгенович Леонов (нар. 7 лютого 1965, Житомир, УРСР) — радянський та український футболіст, нападник.

## Життєпис
Юрій Леонов народився 7 лютого 1965 року в Житомирі. Вихованець місцевого «Спартака», перший тренер — Р. Гордєєв.
Розпочав дорослу футбольну кар'єру в 1982 році в складі дорослої команди «Спартака», яка виступала в Другій лізі чемпіонату СРСР. З 1982 по 1983 року у футболці клубу в чемпіонаті СРСР зіграв 32 матчі та відзначився 4 голами. У 1984—1985 роках проходив військову службу. У 1986 році повернувся до «Спартака», кольори якого захищав до 1988 року. За цей час у чемпіонатах СРСР зіграв 94 матчі та відзначився 27 голами. З 1988 по 1989 роки захищав кольори новомосковського «Металурга» (31 матч, 8 голів) та сімферопольської «Таврії» (9 матчів). Захищав кольори й дніпропетровського «Дніпра». Дебютував за дніпропетровців 14 листопада 1988 року у переможному (4:3) домашньому поєдинку 29-го туру вищої ліги чемпіонату СРСР проти мінського «Динамо». Юрій вийшов у стартовому складі та відіграв увесь матч. Цей матч виявився єдиним у складі «Дніпра».
В 1989 році Юрій повернувся до «Полісся», кольори якого захищав до 1991 року. За цей час у чемпіонатах СРСР зіграв 84 матчі та відзначився 21 голом. У 1991 році також зіграв 3 матчі (1 гол) у кубку СРСР.
Після розпаду СРСР перейшов до олександрійської |«Поліграфтехніки», яка мала стартувати в Першій лізі чемпіонату України. У футболці поліграфів дебютував 23 лютого 1992 року в програному (0:2) виїзному поєдинку 1/16 фіналу кубку України проти кременчуцького «Кременя». Юрій вийшов у стартовому складі та відіграв увесь матч. У першій лізі дебютував за олександрійців 14 березня 1992 року в переможному (3:1) домашньому поєдинку 1-го туру 1-ї підгрупи проти черкаського «Дніпра». Леонов вийшов у стартовому складі та відіграв увесь матч, а на 23-й хвилині відзначився дебютним голом (реалізувавши пенальті). В складі поліграфів був гравцем групи основного складу. Протягом свого перебування в олександрійському клубі в першій лізі зіграв 14 матчів та відзначився 4 голами, ще 1 поєдинок провів у кубку України.
У 1992 році повернувся до Житомира, де підписав контракт з місцевим «Хіміком», який виступав у Другій лізі чемпіонату України. Дебютував у футболці житомирян 11 вересня 1992 року в переможному (2:1) домашньому поєдинку 4-го туру проти клубу «Дністер» (Заліщики). Юрій вийшов на поле на 41-й хвилині, замінивши Анатолія Лукашенка. Дебютними голами у футболці «Хіміка» відзначився 2 листопада 1992 року на 15 та 53-й хвилинах переможного (2:1) домашнього поєдинку 15-го туру проти маріупольського «Азовця». Юрій вийшов у стартовому склад та відіграв увесь матч. Кольори житомирського клубу захищав до 1995 року. За цей час у чемпіонатах України зіграв 69 матчів та відзначився 16 голами, ще 7 матчів провів у кубку України. У 1995 році перейшов до складу іншого друголігового клубу, «Керамік» (Баранівка). У складі клубу з Баранівки дебютував 1 серпня 1995 року в переможному (1:0) виїзному поєдинку 1/128 фіналу кубку України проти кам'янець-подільського «Імпульсу». Юрій вийшов у стартовому складі та відіграв увесь матч. А через 4 дні, 5 серпня, дебютував за «Керамік» уже в другій лізі, в переможному (1:0) домашньому матчі 1-го туру групи А проти мукачівських «Карпат». Юрій вийшов у стартовому складі, а на 75-й хвилині його замінив Олександр Мазур. У складі «Кераміка» у чемпіонаті України зіграв 5 матчів, ще 1 поєдинок провів у кубку України.
У 1997 році знову повернувся до складу «Полісся». Повторно дебютував у футболці клубу 28 вересня 1997 року в переможному (3:2) домашньому поєдинку 15-го туру першої ліги чемпіонату України проти макіївського «Шахтаря». Леонов вийшов на поле на 56-й хвилині, замінивши Володимира Крижанівського, а на 72-й хвилині Леонова замінив Ігор Василишин. У складі «Полісся» в чемпіонаті України зіграв 15 матчів, ще 1 поєдинок провів у кубку України.
У 1998 році завершив кар'єру професіонального футболіста.

## Досягнення
- Друга ліга чемпіонату України
  -  Срібний призер (1): 1992/93